# Ebalzotan
Ebalzotan (NAE-086) je selektivni agonist 5-HT1A receptor. On je bio u razvoju kao antidepresiv i anksiolitik, ali je proizvodio nepoželjne nuspojave u fazi I kliničkih ispitivanja te je njegov razvoj prekinut.

## Literatura
- Weaver, Donald F.; Nogrady, Thomas; Nogrady, Th (2005). Medicinal chemistry a molecular and biochemical approach. Oxford [Oxfordshire]: Oxford University Press. ISBN 978-0-19-510455-4.
- Braish, Tamim; Gadamasetti, Kumar G. (2008). Process chemistry in the pharmaceutical industry, volume 2 challenges in an ever changing climate. Boca Raton: CRC Press. ISBN 978-0-8493-9051-7.